# Tuffi ai Giochi della VIII Olimpiade - Piattaforma maschile
La competizione della piattaforma maschile  di tuffi ai Giochi della VIII Olimpiade si tenne i giorni 19 e 20 luglio 1924 alla Piscine de Tourelles.

## Risultati

### Turno eliminatorio
Primi tre in ogni gruppo avanzarono alla finale. Otto tuffi, quattro obbligatori da 5 metri, e quattro liberi da 10 metri.
| Pos. | Atleta            | Nazione       | Giudici           | Giudici           | Giudici                | Giudici                | Giudici           | Giudici           | Giudici                  | Giudici                  | Giudici            | Giudici            | Punti Ordinali | Punti Totali |
| Pos. | Atleta            | Nazione       | Belgio (bandiera) | Belgio (bandiera) | Stati Uniti (bandiera) | Stati Uniti (bandiera) | Svezia (bandiera) | Svezia (bandiera) | Gran Bretagna (bandiera) | Gran Bretagna (bandiera) | Francia (bandiera) | Francia (bandiera) | Punti Ordinali | Punti Totali |
| Pos. | Atleta            | Nazione       | PT                | PO                | PT                     | PO                     | PT                | PO                | PT                       | PO                       | PT                 | PO                 | Punti Ordinali | Punti Totali |
| ---- | ----------------- | ------------- | ----------------- | ----------------- | ---------------------- | ---------------------- | ----------------- | ----------------- | ------------------------ | ------------------------ | ------------------ | ------------------ | -------------- | ------------ |
| 1    | Clarence Pinkston | Stati Uniti   | 108,0             | 1,0               | 98,3                   | 1,0                    | 95,5              | 2,0               | 97,5                     | 1,0                      | 108,2              | 1,0                | 6,0            | 507,5        |
| 2    | Erik Adlerz       | Svezia        | 100,3             | 3,0               | 88,8                   | 2,0                    | 97,6              | 1,0               | 90,7                     | 2,0                      | 97,8               | 3,0                | 11,0           | 475,2        |
| 3    | Eugène Lenormand  | Francia       | 100,8             | 2,0               | 88,4                   | 3,0                    | 79,2              | 3,0               | 86,7                     | 3,0                      | 100,5              | 2,0                | 13,0           | 455,6        |
| 4    | Luigi Cangiullo   | Italia        | 91,4              | 4,0               | 76,1                   | 4,0                    | 76,2              | 4,0               | 70,3                     | 4,0                      | 84,9               | 4,0                | 20,0           | 398,9        |
| 5    | Eric MacDonald    | Gran Bretagna | 84,0              | 5,0               | 69,0                   | 5,0                    | 69,4              | 5,0               | 59,8                     | 5,0                      | 63,3               | 5,0                | 25,0           | 345,5        |
| 6    | Henk Lotgering    | Paesi Bassi   | 73,4              | 6,0               | 62,4                   | 6,0                    | 58,4              | 6,0               | 49,8                     | 6,0                      | 59,0               | 6,0                | 30,0           | 303,0        |
| 7    | Santiago Ulio     | Spagna        | 41,5              | 7,0               | 46,5                   | 7,0                    | 40,5              | 7,0               | 31,4                     | 7,0                      | 44,9               | 7,0                | 35,0           | 204,8        |

| Pos. | Atleta              | Nazione       | Giudici           | Giudici           | Giudici                | Giudici                | Giudici           | Giudici           | Giudici                  | Giudici                  | Giudici            | Giudici            | Punti Ordinali | Punti Totali |
| Pos. | Atleta              | Nazione       | Belgio (bandiera) | Belgio (bandiera) | Stati Uniti (bandiera) | Stati Uniti (bandiera) | Svezia (bandiera) | Svezia (bandiera) | Gran Bretagna (bandiera) | Gran Bretagna (bandiera) | Francia (bandiera) | Francia (bandiera) | Punti Ordinali | Punti Totali |
| Pos. | Atleta              | Nazione       | PT                | PO                | PT                     | PO                     | PT                | PO                | PT                       | PO                       | PT                 | PO                 | Punti Ordinali | Punti Totali |
| ---- | ------------------- | ------------- | ----------------- | ----------------- | ---------------------- | ---------------------- | ----------------- | ----------------- | ------------------------ | ------------------------ | ------------------ | ------------------ | -------------- | ------------ |
| 1    | Albert White        | Stati Uniti   | 105,3             | 1,0               | 97,5                   | 1,0                    | 94,7              | 1,0               | 92,9                     | 1,0                      | 101,4              | 1,0                | 5,0            | 491,8        |
| 2    | Helge Öberg         | Svezia        | 93,9              | 2,0               | 87,0                   | 2,0                    | 87,0              | 2,0               | 81,2                     | 2,0                      | 85,3               | 2,0                | 10,0           | 434,4        |
| 3    | Hannes Kärkkäinen   | Finlandia     | 92,2              | 3,0               | 79,6                   | 3,0                    | 78,8              | 3,0               | 73,2                     | 4,0                      | 84,4               | 3,0                | 16,0           | 408,2        |
| 4    | Reggie Knight       | Gran Bretagna | 89,1              | 4,0               | 75,6                   | 4,0                    | 76,9              | 4,0               | 76,3                     | 3,0                      | 76,6               | 4,0                | 19,0           | 394,5        |
| 5    | Albert Van Heymbeek | Belgio        | 86,3              | 5,0               | 69,9                   | 5,0                    | 65,3              | 6,0               | 64,2                     | 5,0                      | 68,6               | 6,0                | 27,0           | 354,3        |
| 6    | Étienne Vincent     | Francia       | 83,0              | 6,0               | 67,8                   | 6,0                    | 69,0              | 5,0               | 61,6                     | 6,0                      | 72,6               | 5,0                | 28,0           | 354,0        |

| Pos. | Atleta              | Nazione     | Giudici           | Giudici           | Giudici                | Giudici                | Giudici           | Giudici           | Giudici                  | Giudici                  | Giudici            | Giudici            | Punti Ordinali | Punti Totali |
| Pos. | Atleta              | Nazione     | Belgio (bandiera) | Belgio (bandiera) | Stati Uniti (bandiera) | Stati Uniti (bandiera) | Svezia (bandiera) | Svezia (bandiera) | Gran Bretagna (bandiera) | Gran Bretagna (bandiera) | Francia (bandiera) | Francia (bandiera) | Punti Ordinali | Punti Totali |
| Pos. | Atleta              | Nazione     | PT                | PO                | PT                     | PO                     | PT                | PO                | PT                       | PO                       | PT                 | PO                 | Punti Ordinali | Punti Totali |
| ---- | ------------------- | ----------- | ----------------- | ----------------- | ---------------------- | ---------------------- | ----------------- | ----------------- | ------------------------ | ------------------------ | ------------------ | ------------------ | -------------- | ------------ |
| 1    | David Fall          | Stati Uniti | 101,4             | 1,0               | 88,3                   | 2,0                    | 90,9              | 1,0               | 90,9                     | 1,0                      | 101,4              | 1,0                | 6,0            | 472,9        |
| 2    | Adolf Hellquist     | Svezia      | 97,8              | 2,0               | 89,0                   | 1,0                    | 89,2              | 2,0               | 83,6                     | 2,0                      | 83,2               | 2,0                | 9,0            | 442,8        |
| 3    | Sven Palle Sørensen | Danimarca   | 89,8              | 3,0               | 82,2                   | 3,0                    | 76,4              | 3,0               | 74,4                     | 3,0                      | 77,2               | 4,0                | 16,0           | 400,0        |
| 4    | André Cochinal      | Francia     | 86,2              | 4,0               | 75,0                   | 4,0                    | 64,4              | 5,0               | 67,6                     | 5,0                      | 81,0               | 3,0                | 21,0           | 374,2        |
| 5    | Lauri Kyöstilä      | Finlandia   | 81,0              | 5,0               | 70,6                   | 5,0                    | 66,8              | 4,0               | 70,8                     | 4,0                      | 74,2               | 5,0                | 23,0           | 363,4        |
| 6    | Henk Hemsing        | Paesi Bassi | 77,2              | 6,0               | 60,5                   | 6,0                    | 56,7              | 6,0               | 51,1                     | 6,0                      | 60,5               | 6,0                | 30,0           | 306,0        |
| 7    | Antonio de Tort     | Spagna      | 48,5              | 7,0               | 48,4                   | 7,0                    | 47,7              | 7,0               | 38,7                     | 7,0                      | 46,1               | 7,0                | 35,0           | 229,4        |

### Finale
Otto tuffi, quattro obbligatori da 5 metri, e quattro liberi da 10 metri.
| Pos.    | Atleta              | Nazione     | Giudici           | Giudici           | Giudici                | Giudici                | Giudici           | Giudici           | Giudici                  | Giudici                  | Giudici            | Giudici            | Punti Ordinali | Punti Totali |
| Pos.    | Atleta              | Nazione     | Belgio (bandiera) | Belgio (bandiera) | Stati Uniti (bandiera) | Stati Uniti (bandiera) | Svezia (bandiera) | Svezia (bandiera) | Gran Bretagna (bandiera) | Gran Bretagna (bandiera) | Francia (bandiera) | Francia (bandiera) | Punti Ordinali | Punti Totali |
| Pos.    | Atleta              | Nazione     | PT                | PO                | PT                     | PO                     | PT                | PO                | PT                       | PO                       | PT                 | PO                 | Punti Ordinali | Punti Totali |
| ------- | ------------------- | ----------- | ----------------- | ----------------- | ---------------------- | ---------------------- | ----------------- | ----------------- | ------------------------ | ------------------------ | ------------------ | ------------------ | -------------- | ------------ |
| Oro     | Albert White        | Stati Uniti | 103,4             | 2,0               | 98,6                   | 1,0                    | 94,6              | 2,0               | 93,9                     | 1,0                      | 96,5               | 3,0                | 9,0            | 487,0        |
| Argento | David Fall          | Stati Uniti | 106,1             | 1,0               | 98,5                   | 2,5                    | 89,9              | 3,0               | 85,0                     | 4,0                      | 107,0              | 1,0                | 11,5           | 486,5        |
| Bronzo  | Clarence Pinkston   | Stati Uniti | 101,5             | 4,0               | 98,5                   | 2,5                    | 87,6              | 6,0               | 86,8                     | 2,0                      | 98,6               | 2,0                | 16,5           | 473,0        |
| 4       | Erik Adlerz         | Svezia      | 101,4             | 5,0               | 92,6                   | 4,0                    | 104,6             | 1,0               | 86,0                     | 3,0                      | 84,3               | 6,0                | 19,0           | 468,9        |
| 5       | Eugène Lenormand    | Francia     | 101,8             | 3,0               | 86,2                   | 5,0                    | 77,9              | 7,0               | 75,4                     | 5,0                      | 96,4               | 4,0                | 24,0           | 437,7        |
| 6       | Helge Öberg         | Svezia      | 92,1              | 9,0               | 85,4                   | 6,0                    | 88,3              | 5,0               | 75,0                     | 6,0                      | 88,2               | 5,0                | 31,0           | 429,0        |
| 7       | Sven Palle Sørensen | Danimarca   | 92,6              | 7,0               | 84,8                   | 7,0                    | 75,4              | 8,0               | 73,0                     | 7,0                      | 78,8               | 7,0                | 36,0           | 404,6        |
| 8       | Adolf Hellquist     | Svezia      | 92,2              | 8,0               | 77,6                   | 9,0                    | 88,6              | 4,0               | 70,0                     | 8,0                      | 74,8               | 8,5                | 37,5           | 403,2        |
| 9       | Hannes Kärkkäinen   | Finlandia   | 95,0              | 5,0               | 84,3                   | 8,0                    | 69,2              | 9,0               | 57,6                     | 9,0                      | 74,8               | 8,5                | 39,5           | 380,9        |